# Ceirano 47 CM
Il Ceirano 47 CM era un autocarro medio italiano impiegato durante la seconda guerra mondiale.

## Storia
Il Ceirano 47 CM (Carro Medio) fu realizzato dall'azienda torinese Giovanni Ceirano Fabbrica Automobili. Era una versione leggera del Ceirano 50 CM e fu adottato dal Regio Esercito e dalla Regia Aeronautica a partire dal 1927 per sostituire i Fiat 18 BL e BLR nei trasporti pesanti di retrovia. Realizzato in varie versioni ed allestimenti, venne impiegato dalla guerra d'Etiopia fino alla seconda guerra mondiale.

## Tecnica
L'autocarro aveva caratteristiche analoghe al Ceirano 50 CM, rispetto al quale si differenziava per il telaio ed il ponte alleggeriti ed il rapporto al ponte più basso. L'autotelaio su due longheroni in lamiera d'acciaio stampata e chiodata, è a due assi a trazione posteriore, con sospensioni a balestre semiellittiche. È dotato di campanta di traino regolamentare. Le ruote sono a disco in acciaio, con semipneumatici in gomma piena. Il motore è un quadricilindrico a benzina Ceirano 47 da 4720 cm³, erogante 53 Cavallo vapore britannico a 1750 giri/min. Il cambio è a quattro marce (più retro). Il cassone in legno con sportello posteriore, telonato, ha una portata di 3 tonnellate. Anteriormente al cassone, si trova una piccola scocca con portelli a cerniera

## Versioni ed allestimenti speciali

Un Ceirano 47 C in allestimento carro soccorso velivoli della RA..

Un Ceirano 47 C in allestimento carro soccorso autoveicoli della RA..

- Ceirano 47 CM (Carro Medio): versione autocarro militare standard, per trasporto materiali e personale.
- Ceirano 47 C (Coloniale): versione militare ottimizzato per l'utilizzo nel clima delle colonie tramite accorgimenti, come l'isolamento termico della cabina, i filtri aria potenziati, le rastrelliere per le taniche di acqua e benzina[1].
- servizio meteo e palloni sonda: realizzato in circa 30 esemplari per la Regia Aeronautica.
- carro soccorso velivoli: realizzato per la Regia Aeronautica, era dotato di gruppo motocompressore per l'avviamento dei motori dei velivoli da 1000 litri al minuto di portata a pressioni da 1 a 75 atm, con tubazioni e raccordi per l'avviamento simultaneo di tre motori. L'aria compressa alimentava anche le attrezzature in dotazione, quali trapani, mola, ingrassatori, gonfiatore per pneumatici. Una torre faro allungabile permetteva anche le operazioni notturne. La dotazione anti-incendio era costituita da due dispositivi di produzione di schiuma estinguente, alimentati dall'aria compressa, da 10 estintori da litri 13 ciascuno e da una tuta anti-fiamma in amianto. Posteriormente era dotato di gru telescopica da 5 m e 1500 kg di portata per il sollevamento dei velivoli incidentati e per lo smontaggio dei motori. Per il traino dei velivoli incidentati, al carro era agganciato un carrello porta pattino o ruotino posteriore. Tutto il materiale sul pianale era protetto da una telonatura impermeabile su centinatura scorrevole[1].
- carro soccorso autoveicoli: realizzato per l'assistenza delle autocolonne della Regia Aeronautica, il carro era dotato di una gru, cric, paranchi, cavi e carrello di traino per autocarri incidentati. Un motore a benzina da 3 hp alimentava il gruppo elettrogeno ed il compressore, che a sua volta serviva gli apparecchi per il gonfiaggio degli pneumatici, per il lavaggio dei motori, per la lubrificazione ed il grassaggio e per la verniciatura a spruzzo. L'attrezzatura per le riparazioni comprendeva un banco di lavoro con morsa, mola e trapano, una incudine ed una fucina portatile[1].
- protetto: Africa Orientale Italiana, il III gruppo della Polizia dell'africa italiana di stanza ad Asmara ebbe in dotazione alcuni esemplari dotati di blindatura metallica artigianale e armati con una mitragliatrice Schwarzlose, impiegati in operazioni antiguerriglia e di polizia coloniale.